# Andreas Preschel
Andreas Preschel (* 1. Februar 1961 in Schwerin) ist ein deutscher Judoka, der seine größten Erfolge im Halbschwergewicht feiern konnte.
Nachdem Preschel die Europameisterschaften verletzungsbedingt verpasst hatte, erkämpfte er bei der Weltmeisterschaft von 1983 in Moskau den Titel. Im Finale besiegte er dabei den für die UdSSR startenden Valery Divisenko mit Waza-ari für seine Spezialtechnik Hiza-guruma. Damit war er nach Detlef Ultsch der zweite Judoka des Deutschen Judo-Verbandes, der eine Weltmeisterschaft gewann. An den Olympischen Spielen von 1984 in Los Angeles konnte Preschel aufgrund des Boykotts von 15 Ostblockstaaten, darunter die DDR, nicht teilnehmen.  Bei der Europameisterschaft von 1985 in Hamar errang er eine Bronzemedaille. Für den SC Dynamo Hoppegarten startend gewann er die DDR-Meisterschaften von 1983 und 1985.
Der Diplom-Sportlehrer ist Träger des 5. Dan und arbeitet als Trainer beim KSC Strausberg.